# At the Edge of Time
At the Edge of Time – dziewiąty album studyjny niemieckiej grupy muzycznej Blind Guardian, wydany w lipcu 2010 roku. 

## Wydanie i promocja
Wydawnictwo ukazało się 29 lipca 2010 w Rosji oraz dzień później w Europie. W Stanach Zjednoczonych album został wydany 24 sierpnia, natomiast w Japonii 28 sierpnia. Album był promowany teledyskiem do utworu "A Voice in the Dark". 
Płyta zadebiutowała na 108. miejscu listy Billboard 200 w Stanach Zjednoczonych sprzedając się w przeciągu tygodnia od dnia premiery w nakładzie 4000 egzemplarzy. Z kolei w Niemczech album dotarł do 2. miejsca lity Media Control Charts.

## Nagrania
Płyta była nagrywana od listopada 2007 roku do kwietnia 2010 roku. Muzycy pracowali w następujących studiach nagraniowych: Twilight Hall Studios, Grefath-Oedt, Niemcy; Rudolfinum, Dvorak Hall, Praga, Czechy; MAZ Tonstudio, Stuttgart, Niemcy; Rothrecording Studios, Burghaslach, Niemcy, Bürgenmeister-Smidt-Gedächtniskirche, Bremerhaven, Niemcy; Neverland, Dreamtone Studio, Stambuł, Turcja.

## Lista utworów
Opracowano na podstawie materiału źródłowego.
Muzyka i słowa: Hansi Kürsch oraz André Olbrich.
1. "Sacred Worlds" – 9:17
2. "Tanelorn (Into the Void)" – 5:58
3. "Road of No Release" – 6.30
4. "Ride into Obsession" – 4.46
5. "Curse My Name" – 5:52
6. "Valkyries" – 6:38
7. "Control the Divine" – 5:26
8. "War of the Thrones" – 4:55
9. "A Voice in the Dark" – 5:41
10. "Wheel of Time" – 8:55

| Bonus CD 2 |
| --- |
| 1. "Sacred Worlds (Pre-production Version)" – 6:49 2. "Wheel of Time (Orchestral Version)" – 8:55 3. "You're the Voice" (Radio Edit) (John Farnham cover) – 3:36 4. "Tanelorn (Into the Void)" (Demo Version) – 5:58 5. "Curse My Name" (Demo Version) – 4:42 6. "A Voice in the Dark" (Demo Version) – 5:40 7. "Sacred" (Video Clip) 8. A Journey to the Edge of Time (Studio Documentary) |

## Twórcy
Opracowano na podstawie materiału źródłowego.
| - Hansi Kürsch – wokal prowadzący - André Olbrich – gitara prowadząca, gitara rytmiczna, gitara akustyczna - Marcus Siepen – gitara rytmiczna - Frederik Ehmke – perkusja, instrumenty perkusyjne, flet, dudy - Oliver Holzwarth – gitara basowa - Matthias Ulmer – instrumenty klawiszowe, fortepian - Eberhand Hahn – flet - Klaus Marquardt – skrzypce - The Choir Company: Olaf Senkbeil, William "Billy" King, Thomas Hackmann, Jen Majura oraz Stefan Schmidt. - Charlie Bauerfeind – produkcja muzyczna, miksowanie, mastering, inżynieria dźwięku, producent nagrań orkiestry | - Matthias Ulmer – producent nagrań orkiestry - Carsten Heusmann – koordynator i producent nagrań orkiestry - Jan Kotzmann – inżynieria dźwięku - Cenda Kotzmann – obsługa techniczna - Petr Pycha – menedżer sesji nagraniowej - Matthias Ulmer – inżynieria dźwięku - Oganalp Canatan - inżynieria dźwięku - Guney Ozsan – inżynieria dźwięku - Felipe Machado Franco – okładka, oprawa graficzna, dizajn - Herr Buchta – zdjęcia - Filmharmonic Orchestra Prague – orkiestra - Adam Klemens – dyrygent |

## Pozycje na listach
| Lista                | Kraj              | Pozycja |
| -------------------- | ----------------- | ------- |
| YLE                  | Finlandia         | 18      |
| Media Control Charts | Niemcy            | 2       |
| Billboard 200        | Stany Zjednoczone | 108     |